# پل دک دکو(مسجدسلیمان)
پل دَک دَکو (مسجدسلیمان) یا (پل معلق چشمه علی)در گویش محلی:  دَک یعنی لرزیدن و دَک دَکو یعنی لرزان ، یک پل  پیاده‌رو است که در مسجدسلیمان قرار دارد.این پل دو محله نفتون و پشت برج را بهم متصل میکند. از اولین پل های معلق خاورمیانه بوده است.